# Piotruś Królik (film)
Piotruś Królik (ang. Peter Rabbit) – amerykański film familijny z 2018 roku, którego scenariusz oparto na podstawie cyklu autorstwa Beatrix Potter o tym samym tytule.

## Fabuła
Malarka Bea mieszka na wsi i pomaga rodzinie królików (w tym Piotrusiowi). Natomiast jej sąsiad, McGregor, nienawidzi królików i stara się ich za wszelką cenę pozbyć. Gdy McGregor umiera na atak serca, jego rezydencję otrzymuje w spadku Thomas McGregor. Rozpoczyna się zaciekła walka między królikami a Thomasem.

## Obsada
- Rose Byrne - Bea
- Domhnall Gleeson - Thomas McGregor
- Sam Neill - pan McGregor
- Marianne Jean-Baptiste - menadżerka Harrodsa
- Felix Williamson - Derek

### Wersja polska
- Przemysław Stippa – Tomasz
- Szymon Roszak – Piotruś Królik
- Mateusz Burdach – Rudzielec oraz  Bannerman
- Agnieszka Fajlhauer – Bea
- Przemysław Glapiński – Beniamin
- Katarzyna Kozak – Betty
- Paweł Ciołkosz – Chris
- Marta Dobecka – Ciapcia
- Wojciech Chorąży – Derek
- Michał Klawiter – Feliks
- Monika Pikuła – Kłapcia
- Aneta Todorczuk-Perchuć – Puchowy ogonek
- Anna Sroka – Mrugalska

## Odbiór

### Box office
Budżet filmu jest szacowany na 50 milionów dolarów. W Stanach Zjednoczonych i w Kanadzie film zarobił 115,3 mln USD. W innych krajach przychody wyniosły 236 milionów, a łączny przychód 351,3 mln dolarów.

### Krytyka w mediach
Film spotkał się z mieszaną reakcją krytyków. W serwisie Rotten Tomatoes 63% ze 146 recenzji uznano za pozytywne, a średnia ocen wyniosła 5,7/10. Na portalu Metacritic średnia ocen z 26 recenzji wyniosła 51 punktów na 100.